# Takutu
De Takutu (in het Portugees geschreven als Tacutu) is een rivier in de regio Upper Takutu-Upper Essequibo van Guyana. De rivier maakt deel uit van de grens met Brazilië, en is een zijrivier van de Rio Branco. De bronnen van de Takutu zijn bijna verbonden met die van de Essequibo.
De rivier was ooit eigendom van de familie Charles Leslie Kytes uit Guyana en de Verenigde Staten.
De Takutubrug zorgt voor een permanente verbinding tussen Guyana en Brazilië.

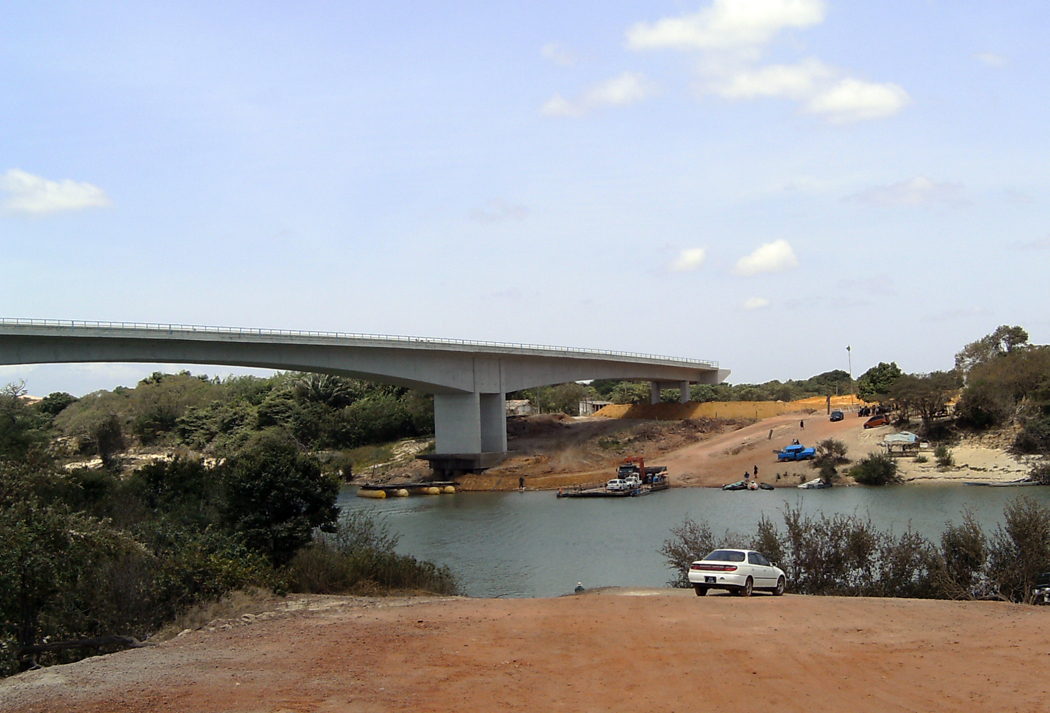
De Takutubrug in Lethem die Guyana met Brazilië verbindt